# 瀬良俊
瀬良 俊（せら じゅん、1997年11月8日 -）は日本の俳優。東京都生まれ。ジャングル所属。

## 人物
俳優。日本人の母と韓国人の父を持つ。
青山学院大学 在学中に英国に留学、俳優を志す。
文学座附属演劇研究所（’21.3~’24.1）卒業。2024年12月よりジャングル所属。特技：英語、ストリートダンス 。

## 出演

### 映画
- 素敵なあなたに（2021年公開、監督：染谷夏海） - 園部 役[2]。

### テレビドラマ
- 風間公親－教場ー　第7話（2023年、フジテレビ） - 劇場スタッフ 役

- 相棒 season22　第1・2話（2024年、テレビ朝日） - 公安 役
- 日本一の最低男 ※私の家族はニセモノだった　第6話（2025年、フジテレビ） - 先輩 役
- FBI：インターナショナル4＜最終章＞第21・22話（2025年、WOWOW） - KENZO TAKEYAMA 役
- シミュレーション ～昭和16年夏の敗戦～（2025年、NHK） - 三井文男 役

### WEBドラマ
- 東京彼女（2025年8月号、YouTube） - ノッポ 役

### 広告
- ビズリーチ（2025年）

### MV
- 映秀。「瞳に吸い込まれて」(2025年)
- 離婚伝説 「しばらく」(2025年)
- サザンオールスターズ「桜、ひらり」(2025年)
- Cikah「nobody knows」
- UEBO「めんどくさいや」(2023年)
- 中田裕二「ゼロ」(2023年)